# Peliosanthes pachystachya
Peliosanthes pachystachya är en sparrisväxtart som beskrevs av W.H.Chen och Y.M.Shui. Peliosanthes pachystachya ingår i släktet Peliosanthes och familjen sparrisväxter. Inga underarter finns listade i Catalogue of Life.